# Коморувко (Великопольське воєводство)
Коморувко (пол. Komorówko, нім. Komorowo, 1942-45: Neugrade) — село в Польщі, у гміні Раконевиці Ґродзиського повіту Великопольського воєводства.
Населення — 269 осіб (2011).
У 1975-1998 роках село належало до Познанського воєводства.

## Демографія
Демографічна структура станом на 31 березня 2011 року:
|          | Загалом | Допрацездатний вік | Працездатний вік | Постпрацездатний вік |
| -------- | ------- | ------------------ | ---------------- | -------------------- |
| Чоловіки | 146     | 47                 | 88               | 11                   |
| Жінки    | 123     | 29                 | 75               | 19                   |
| Разом    | 269     | 76                 | 163              | 30                   |